# La condizione umana (serie di film)

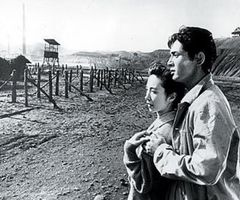
Michiyo Aratama e Tatsuya Nakadai in una scena

La condizione umana (人間の條件?, Ningen no jōken) è una trilogia cinematografica giapponese del 1959, diretta da Masaki Kobayashi ed interpretata da Tatsuya Nakadai. Tratta dal romanzo Ningen no jōken di Junpei Gomikawa, quest'opera, che consiste in una forte autocritica sul recente passato bellico giapponese, riscosse un enorme successo di pubblico e di critica in patria ed è considerata tuttora come uno dei capolavori del cinema giapponese.

## Elenco dei film
I film che compongono la trilogia sono:
- Ningen no jōken: Dai 1 hen (1959, 208 minuti), ulteriormente diviso in Ningen no jōken: Dai 1 bu - Jun'ai hen (人間の條件 第１部 純愛篇?) e Ningen no jōken: Dai 2 bu - Gekido hen (人間の條件 第２部 激怒篇?). In Italia è stato distribuito con il titolo Nessun amore è più grande, mentre il titolo internazionale è No Greater Love.
- Ningen no jōken: Dai 2 hen (1959, 181 minuti), ulteriormente diviso in Ningen no jōken: Dai 3 bu - Bôkyô hen (人間の條件 第３部 望郷篇?) e Ningen no jōken: Dai 4 bu - Sen'un hen (人間の條件 第４部 戦雲篇?). È noto internazionalmente come Road to Eternity, cioè "Il cammino verso l'eternità".
- Ningen no jōken: Kanketsu hen (人間の條件 完結篇?) (1961, 190 minuti) , ulteriormente diviso in Ningen no jōken: Dai 5 bu - Shi no dasshutsu (人間の條件 第5部 死の脱出?) e Ningen no jōken: Dai 6 bu - Kôya no hôkô (人間の條件 第6部 曠野の彷徨?). È conosciuto internazionalmente come A Soldier's Prayer, cioè "La preghiera di un soldato".

## Trama
(Masaki Kobayashi)
1943. Kaji e Michiko, giovani sposi giapponesi, vengono inviati in Manciuria. Kaji, ingegnere, è incaricato di dirigere una miniera la cui manovalanza è composta da prigionieri cinesi, militarmente sorvegliata e circondata da filo spinato elettrificato. Egli tenta di porvi un clima più umano, fornendo addirittura compagnia femminile agli internati. Nel frattempo avvengono delle fughe approfittando dell'esclusione notturna dell'alta tensione del reticolato. Alcuni prigionieri, ignari del ripristino, muoiono folgorati. Ritenuto responsabile, Kaji viene destituito ed arruolato nell'armata nipponica.
Nel frattempo sua moglie Michiko svolge diversi lavori per sopravvivere fino a divenire infermiera presso un ospedale con personale medico cinese. Kaji, nonostante i suoi ideali pacifisti, si distingue divenendo caporale, tentando anche qui di tamponare la disumanizzante dottrina militarista corrente. Un mite impiegato, inadatto alla vita militare e all'uso delle armi è costantemente bistrattato fino a venir indotto al suicidio. Per Kaji è il suo ennesimo fallimento.
È l'agosto del 1945, all'indomani delle bombe di Hiroshima e Nagasaki. L'Unione Sovietica dichiara guerra al Giappone conquistando i territori occupati confinanti, indi la Manciuria, compiendo razzie e violenze sui civili di ogni nazionalità. Kaji, pur di idee socialiste, è disgustato della condotta dell'Armata Rossa. Prigioniero, fugge attraverso le pianure innevate cinesi e tenta invano di raggiungere la sua amata, ma prima di raggiungerla muore congelato.

## Distribuzione
Ognuno dei 3 film che compongono la trilogia venne diviso, al momento della distribuzione, in ulteriori due parti. In Italia è stato trasmesso in televisione soltanto il primo capitolo Nessun amore è più grande in una versione più corta di 40 minuti dell'originale. La Rai, nella primavera del 1974, trasmise una miniserie in cinque puntate tratta dalla trilogia e prodotta dalla televisione giapponese, con il titolo La storia di un uomo - Manciuria 1943-1945, con il caratterista nipponico Go Kato e diretta da Satsuo Yamamoto.